# Хайтинк, Бернард
Бернард Ха́йтинк (полное имя Бернард Йохан Херман Хайтинк, нидерл. Bernard Johan Herman Haitink; 4 марта 1929 года, Амстердам — 21 октября 2021, Лондон) — нидерландский дирижёр.

## Биография
Учился в Амстердамской консерватории как скрипач, затем в 1954—1955 годах изучал дирижирование под руководством Фердинанда Ляйтнера. В 1955 году поступил вторым дирижёром в Оркестр Нидерландского радио, в 1957—1961 годах возглавлял его. С 1959 года начал также работать в штате оркестра Консертгебау, в 1961 году стал его главным дирижёром и занимал этот пост до 1988 года (на протяжении первых двух сезонов — совместно с Ойгеном Йохумом). Одновременно в 1967—1979 годах был главным дирижёром Лондонского филармонического оркестра, в 1978—1988 годах — художественным руководителем Глайндборнского оперного фестиваля. В 1987—2002 годах Хайтинк возглавлял знаменитый лондонский оперный театр Ковент-Гарден, затем на протяжении двух лет руководил Дрезденской государственной капеллой, но в 2004 году расторг четырёхлетний контракт из-за разногласий с интендантом (директором) капеллы по организационным вопросам. В 1994—2000 годах руководил Молодёжным оркестром Европейского союза. В 2006-2010 гг. Хайтинк — главный дирижёр Чикагского симфонического оркестра; первый сезон работы принёс ему в 2007 году звание «Музыкант года» по версии ассоциации профессиональных музыкантов «Musical America».

## Репертуар
В репертуаре Хайтинка представлен полный корпус симфоний Бетховена, Шумана, Брамса, Чайковского, Брукнера, Малера, Шостаковича, Воан-Уильямса; вместе с Клаудио Аррау он записал все фортепианные концерты Бетховена и Брамса.
Оперная дискография Хайтинка включает оперы Вольфганга Амадея Моцарта, Людвига ван Бетховена, Джузеппе Верди, Рихарда Вагнера, Клода Дебюсси, Леоша Яначка, Рихарда Штрауса, Белы Бартока, Бенджамина Бриттена.

## Признание
В 1977 году он был возведён британской королевой в рыцарское достоинство, а позже удостоен Ордена Британской империи и Ордена Кавалеров Почёта.
В 2007 году признан «музыкантом года» по версии ассоциации профессиональных музыкантов «Musical America».
Получил премию «Грэмми» за лучшую оперную запись 2004 года (опера Леоша Яначека «Енуфа»).
По результатам опроса, проведённого в ноябре 2010 года британским журналом о классической музыке BBC Music Magazine среди ста дирижёров из разных стран, среди которых такие музыканты, как Колин Дэвис (Великобритания), Валерий Гергиев (Россия), Густаво Дудамель (Венесуэла), Марис Янсонс (Латвия), Хайтинк занял пятнадцатое место в списке из двадцати наиболее выдающихся дирижёров всех времён. Введён в Зал славы журнала Gramophone .